# ليل ياتي
مايلز پاركز مككولم (Miles Parks McCollum) من مواليد 23 أغسطس 1997، يشتهر باسمه الفني للياتي (Lil Yachty)، هو مغني راب أميركي. بدأ يحظى باعتراف واسع في أغسطس من سنة 2015 مع انطلاق أغنيتيه المنفردتين «ليلة واحدة»(One Night) و«مناسوتا» (Minnesota) من ألبوم «أغاني صيفية» (Summer Songs)

## المسيرة المهنية

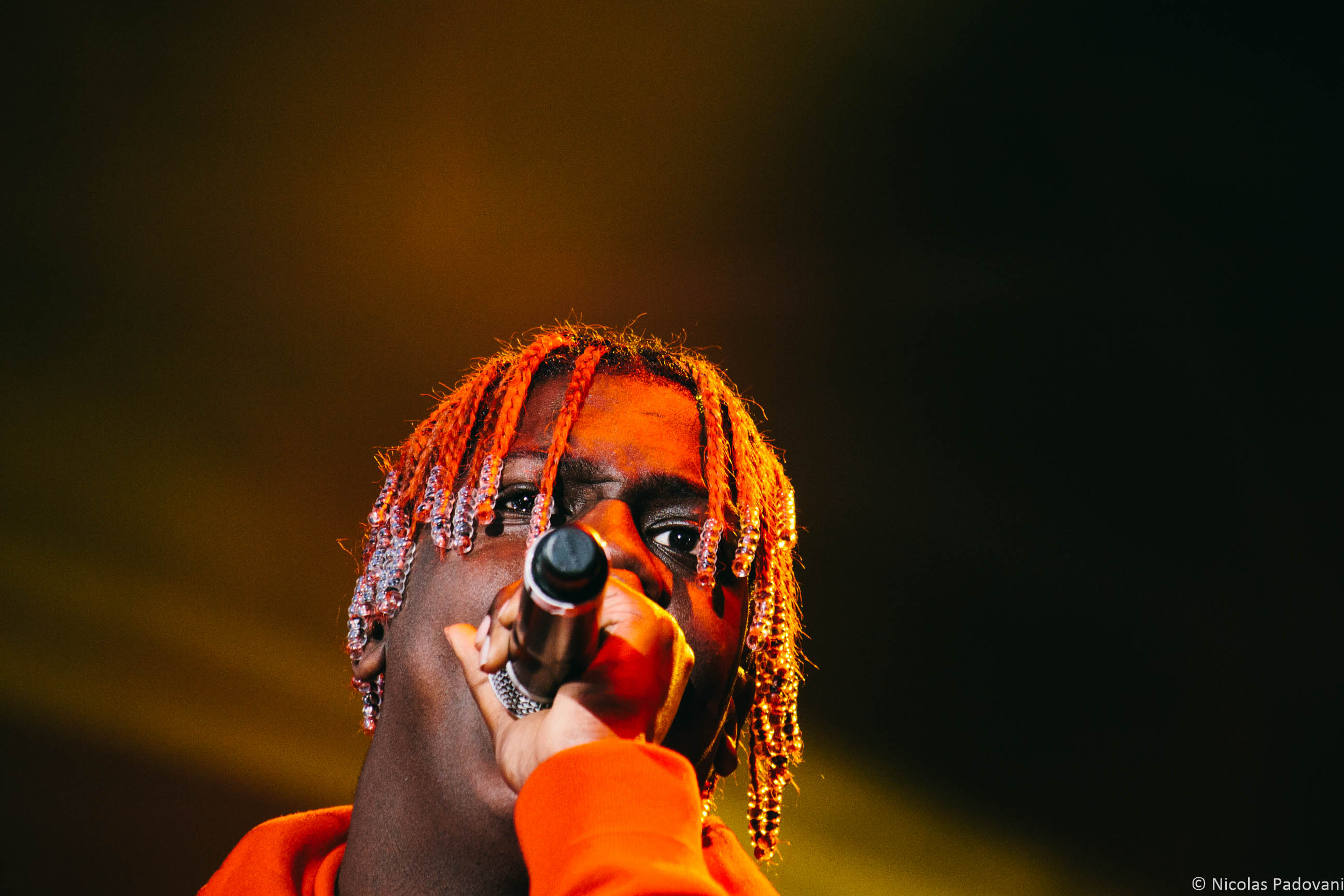
ليل ياتي 2018

في 9 مارس 2016، أصدر أول ألبوم رسمي له حمل اسم ليل بوت (بالإنجليزية: Lil Boat) رفقة مغني الراب الأمريكي الآخر كوافو وكذلك يونغ ثوغ، في حين تكلف المدير الفني ميهالو أنديش بصناعة غرف الألبوم.
في أبريل من نفس السنة، أعلن مشاركته في بريتي بوي ميليونير 2 (بالإنجليزية: Pretty boy millionaires 2) رفقة كل من ليل ب وسولجا بوي تل إم.

وفي يونيو من نفس السنة أيضا، أعلن عبر تويتر مع شركة كواليتي كونترول ميوزيك (بالإنجليزية: Quality Control Music)، حيث أكد قائلا 
وفي 6 أبريل من سنة 2016، أصدر أغنية بروكولي (بالإنجليزية: Broccoli) رفقة د.ر.ا.م ثم أٌصدر فيديو كليب الأغنية في 22 يوليو من نفس السنة، وقد لقي نجاحا كبيرا، حيث احتل المرتبة الخامسة في بيلبورد هوت 100، كما ترشح لجائزة جرامي لأفضل أغنية ثنائية في الراب سنة 2017 .

## الحياة الشخصية

### الإعلانات
شارك ياتي في العديد من الإعلانات ولعل أبرزها إعلان لصالح شركة المشرويات الغازية سبرايت رفقة لاعب كرة السلة الشهير ليبرون جيمز، كما أصبح ليل الوجه الإعلاني الجديد لشركة ناوتيكا
، كما دٌعي للمشاركة رفقة كارلي راي جيبسن في فيديو كليب أغنية هذا الأخير إيت تايكس تو (بالإنجليزية: It Takes Two).

### مشاكل
تورط ياشتي في مجموعة من المشاكل فقد أٌلقي القبض عليه يوم 1 سبتمبر من سنة 2015، حيث كان رفقة رجل آخر في بالم بيتش غاردنز بفلوريدا، وقد استعملا بطاقة بنكية مزورة للدفع، لكن وفي نهاية المطاف خرج ياشتي من هذه الحادثة بعدما دفع كفالة قدرها 11000 دولار.

## أعماله

### ألبومات
| السنة | عنوان الألبوم | العنوان الأصلي   |
| ----- | ------------- | ---------------- |
| 2017  | تيناج إموشنس  | Teenage Emosions |

### أغاني
| السنة | الأغنية       | العنوان الأصلي |
| ----- | ------------- | -------------- |
| 2016  | ليل بوات      | Lil boat       |
| 2016  | أغاني صيفية 2 | Summer Songs 2 |

## جوائز
| السنة | الجائزة     | التخصص                | الأغنية            | النتيجة |
| ----- | ----------- | --------------------- | ------------------ | ------- |
| 2017  | جائزة غرامي | أفضب أغنية راب ثنائية | بروكولي مع د.ر.ا.م | ▼ إقصاء |

## روابط خارجية
- ليل ياتي على موقع IMDb (الإنجليزية)
- ليل ياتي على موقع روتن توميتوز (الإنجليزية)
- ليل ياتي على موقع ميوزك برينز (الإنجليزية)
- ليل ياتي على موقع أول ميوزيك (الإنجليزية)
- ليل ياتي على موقع ديسكوغز (الإنجليزية)
- ليل ياتي على موقع ديسكوغز (الإنجليزية)
- ليل ياتي على موقع قاعدة بيانات الفيلم (الإنجليزية)